# Lya Luft
Lya Luft   (Santa Cruz do Sul, 15 de setembre de 1938 - Porto Alegre, 30 de desembre de 2021) va ser una escriptora brasilera. Novel·lista, poeta i traductora (sobretot treballa en traduccions de l'anglès al portuguès i de l'alemany al portuguès), té ascendència alemanya. També va ser professora de literatura i lingüística a la universitat. Era filla d'Arthur Germano Fett.

## Biografia
Lya Luft va néixer a Santa Cruz do Sul, Rio Grande do Sul, que era una ciutat de colonització alemanya. Els nens parlaven alemany i la seva educació i els llibres utilitzats a l'escola venien d'Alemanya. Amb onze anys Lya Luft ja sabia poemes de Schiller i Goethe.
Va iniciar la seva vida literària als anys 60 com a traductora de textos en alemany i anglès. Ha traduït al portuguès més de cent llibres. Entre d'altres, destaquen les traduccions de Virginia Woolf, Reiner Maria Rilke, Hermann Hesse, Doris Lessing, Günter Grass, Botho Strauss i Thomas Mann. Ella considera que la traducció és la seva veritable passió.
Coneix al seu primer marit, Celso Pedro Luft, quan ella tenia 21 anys i ell 40. Ell era un germà marista que va penjar la sotana per casar-se amb ella el 1963. Van tenir tres fills: Suzana, el 1965; André, el 1966, i Eduardo el 1969. Gràcies a aquest amor va començar a escriure poesia i el 1964 va publicar el seu primer llibre de poemes, Canções de Limiar. El 1972 publica un altre llibre de poemes anomenat Flauta Doce. El 1976 escriu alguns contes que envia a l'editor de Nova Frontera, Pedro Paulo de Sena Madureira, que li diu que són molt bons però que millor escrigui una novel·la, i així és com l'any 1978 escriu As parceiras, la seva primera novel·la, que fou publicada el 1980. Aquest mateix any també són publicats un recull de contes Materia do cotidiano.
El 1979 pateix un gran accident automobilístic molt greu en el qual quasi mor. Aquesta experiència propera a la mort la fa escriure a partir d'aquell moment tot el que abans no s'atrevia o evitava. Les seves obres després de l'accident tracten la mort com algo natural de la vida.
«Conformados ou não, a morte é algo que precisaríamos aceitar, com mais ou menos dor, mais ou menos resistência, mais ou menos inconformidade. E esse processo, mais ou menos demorado, mais ou menos cruel, depende da estrutura emocional e das crenças de cada um. […] O ciclo vida e morte é um duro aprendizado. Nós, maus alunos.» Diu l'autora en un article a la revista Veja on parla del cicle de la vida i la mort. Lya Luft va ser de les primeres dones a tenir una columna regular a la revista Veja.
En vuit anys cap endavant, Lya Luft pateix dues pèrdues importants. Dels 25 als 47 va estar casada amb Celso Pedro Luft, el 1985 se separen i ella marxa a viure amb el psicoanalista i escriptor Helio Pellegrino, que mor tres anys després. Lya torna amb el seu primer marit, que mor també el 1995.
Lya Luft és una autora de bestseller a Brasil a la par amb Paulo Coehlo, inclús en algun moment ha arribat a superar-lo en vendes.

## Pensament
Aquesta escriptora brasilera és coneguda sobretot per la seva lluita contra els estereotips socials, és una dona de caràcter fort i opinions molt marcades sobretot en temes com el sexe i les relacions personals. En una entrevista declara aquest afany d'ara per ser sempre joves, la necessitat de la gent de veure's sempre en forma i bell. Que aquest tipus d'estereotip del que és ser perfecte porta a dones a fer-se cirurgia. Ella no té res en contra de la cirurgia plàstica però si contra aquest pensament que existeix sobre la necessitat de ser jove eternament que està relacionat, segons ella, amb aquesta necessitat de tenir sexe a tota hora que la societat i els medis et ven.

## Estil
És per aquest tipus de pensament que se l'ha acusat d'escriure només sobre les dones, però ella ho nega. Ella declara que no només escriu sobre dones, sinó sobre tot allò que admira o la deixa parada. Per això les seves obres podrien ser resumides com obres d'indagacions, de preguntes. Però principalment els temes que tracta són la mort i la família. Tot i que la mort és una cosa present a les seves novel·les, cal remarcar que la manera en què les tracta no és una manera negativa, sinó tot el contrari, es podria dir que el positivisme és la ideologia de Lya Luft. El més important del seu estil, és que ella escriu perquè la fa feliç, és un joc, i això fa, juga amb les paraules i amb els personatges. L'any 2003 escriu un llibre que ella no considera que estigui dins de cap mena de gènere, Perdas e ganhos. En aquest llibre l'autora té un monòleg amb ella mateixa on reflexiona sobre els temes abans exposats que són els característics de les seves obres, reflexiona i fa reflexionar al lector amb ella.
«Mas esse livro não tem gênero. Não é ensaio, não é memória, não é nada. É realmente uma conversa no ouvido do leitor. Estava há anos com esse material, sem achar o tom do texto. Só consegui achá-lo, quando desisti de procurar por ele. Aí o tom se encontrou por si mesmo. Acho que a gente também tem que se reinventar assim. De repente, você pensa: “Puxa, estou vivendo num tom tão melancólico, num tom tão agressivo... O que eu posso fazer para mudar, para viver num outro tom?» Sobre Perdas e ganhos. Aquest llibre va ser traduït a l'anglès el 2007 per l'editorial Arrow, Losses and gains, i en català el 2005, Pèrdues i guanys.
No li agrada discutir sobre teoria literària sobretot quan es refereix a la seva obra. No considera la seva obra com literatura tradicional gaucha (natural de Rio Grande do Sul).

## Obres
Poesia
- Cançoes de Limiar (1964)
- Flauta Doce (1972)
- O lado fatal (1989)
- Secreta MIrada (1997) llibre de poemes que també conté textos en prosa.
- Para nao dizer adeus (2005)

Novel·la
- As parceiras (1980)
- A Asa Esquerda do Anjo (1981)
- Reunião de Família (1982)
- O Quarto Fechado (1984) traduïda a l'anglès com The Island of the Dead
- Mulher no Palco (1984)
- Exílio (1987)
- A sentinela (1994)
- O ponto cego (1999)
- Múltipla escolha (2010)
- O tigre na sombra (2012) Guanyadora del premi Machado de Assís 2013 atorgat per l'Acadamia Brasileira de Letras (ABL).

Contes
- Materia do cotidiano (1978)
- O Silêncio dos Amantes (2008)

Assaig
- O rio do Meio (1996) va ser premiat.
- Pensar é Transgredir (2004) Guanyadora del premi “Recordista de Ouro” per l' Acadamia Brasileira de Letras (ABL).
- A riqueza do mundo (2011)

Contes infantils
- Histórias de Bruxa Boa (2005)
- A volta de Bruxa Boa (2007)
- Criança pensa (2009)